# NHo Garnier Sampaio (H-37)
O NHo Garnier Sampaio é um navio hidroceanográfico da Marinha do Brasil.

## História
Inicialmente como navio varredor da Classe River serviu a Marinha Real Britânica. Foi adquirido pela Marinha do Brasil para a função de ser um navio balizador de alto-mar para emprego na manutenção de sinais flutuantes de grande porte. Foi incorporado à Armada Brasileira classificado na Classe Amorim do Valle em 31 de janeiro de 1995, homenageando o oficial submarinista da  vice-almirante Hélio Garnier Sampaio.
Foi reclassificado como navio hidroceanográfico em 28 de fevereiro de 2004 e hoje encontra-se apto a realizar levantamentos hidrográficos, oceanográficos, meteorológicos, bem como atividades de sinalização náutica em toda a região da bacia amazônica.
O navio está subordinado ao Serviço de Sinalização Náutica do Norte (SSN-4), com sede na cidade de Belém do Pará, recebendo o nome por sua tripulação de Águia do Norte.
Costumeiramente a embarcação lidera a romaria fluvial do Círio de Nazaré em devoção a Nossa Senhora de Nazaré, que ocorre na capital Belém.
Em fevereiro de 2020 participou do auxílio do navio graneleiro Stellar Banner inicialmente encalhado e depois afundado na costa do Maranhão.